# Ernest Ebongué
Érnest-Lottin Ebongué (né le 15 mai 1962 à Yaoundé) est un footballeur international camerounais des années 1980 et 1990.

## Buts en sélection
| But en sélection de Ernest Ebongué | But en sélection de Ernest Ebongué | But en sélection de Ernest Ebongué | But en sélection de Ernest Ebongué | But en sélection de Ernest Ebongué | But en sélection de Ernest Ebongué | But en sélection de Ernest Ebongué                       |
|                                    | Date                               | Lieu                               | Adversaire                         | Score                              | Résultat                           | Compétition                                              |
| ---------------------------------- | ---------------------------------- | ---------------------------------- | ---------------------------------- | ---------------------------------- | ---------------------------------- | -------------------------------------------------------- |
| 1.                                 | 18 mars 1984                       | Abidjan (Côte d'Ivoire)            | Nigeria                            | 3-1 (1 but à 83e)                  | 3-1                                | CAN 1984 (finale)                                        |
| 2.                                 | 10 janvier 1993                    | Kinshasa (Zaïre)                   | Zaïre                              | 1-0 (1 but à 50e)                  | 2-1                                | Tours préliminaires à la Coupe du monde de football 1994 |